# Birwita
Birwita (lit. Birvėta; błr. Бірвета, Birwieta; ros. Бирвета, Birwieta) –  rzeka na wschodzie Litwy i zachodzie Białorusi, prawy dopływ Dzisny. Ma długość 36,4 km, a razem z rzeką Konciarzyną 68 km.

## Przebieg
Birwita (była również nazywana Orszweta lub Orżwenta) wypływa od wschodniej strony jeziora Orszweta, które od południa zasila rzeka Konciarzyna. Płynie na wschód przez obszary bagniste i stawy rybne. Po przekroczeniu granicy litewsko-białoruskiej płynie przez Białoruś. Wpada do rzeki Dzisny na południe od Kozian, na północny-wschód od Birwity.
W dorzeczu rzeki znajduje się Jezioro Świrskie (na rzece Komajce).

## Dopływy
Prawe dopływy rzeki: Świłka, Komajka, Czarny Ruczaj, Miadziołka.

## Miejscowości położone nad Birwitą
Birwita przepływa przez miejscowości: Orszwetę, Kiełpucie, Kluki, Kiakszty, Piwowary, Rymaldziszki.

## Historia
Podczas wojny polsko-rosyjskiej w latach 1577-82 Stefan Batory przeprowadzał w 1579 roku mobilizację w Świrze, gdzie zbierał konnicę, a w Postawach – artylerię. Sądzi się, że oddziały pancerne król przewoził szlakiem wodnym, a mianowicie: Miadziołka – Birwita – Dzisna – zachodnia Dźwina.